# Trust in News
A Trust in News é um grupo de comunicação social português constituido em janeiro de 2018 por Luís Delgado (ex-jornalista, gestor de média e comentador político) após a compra da divisão de revistas do Grupo Impresa por 10,2 milhões de euros.
É o maior grupo de imprensa escrita em Portugal, com um portefólio variado de publicações em papel e digitais onde se destacam marcas como a VISÃO, a Caras, a Exame e o Jornal de Letras, Artes e Ideias. Tem 21 títulos e um universo de leitores que ultrapassa 1,7 milhões, segundo os dados do Bareme Imprensa.
Em 4 de dezembro de 2024 foi considerada insolvente, tendo o tribunal fixado em 30 dias o prazo para reclamação dos créditos e assembleia de credores para 29 de janeiro.

## Publicações
Este grupo conta com as seguintes publicações:
- VISÃO
- Exame
- Exame Informática
- Courrier Internacional
- A Nossa Prima
- VISÃO Júnior
- Caras
- Caras Decoração
- Caras Moda
- ACTIVA
- TV Mais
- Telenovelas
- Jornal de Letras, Artes e Ideias
- VISÃO Surf
- VISÃO Açores
- VISÃO Saúde
- ACTIVA Saúde
- VISÃO História
- VISÃO Biografia
- VISÃO Verde
- This is Portugal

## VISÃO
A VISÃO, insere-se no segmento das revistas de informação geral, com mais de meio milhão de leitores, que aborda de uma forma clara e acessível, os temas atuais e os acontecimentos significativos do país e do Mundo. Relata, analisa e explica os factos e acontecimentos que fazem a atualidade, nos campos social, político, económico e financeiro – a cultura e a ciência, o desporto e a medicina são também temas sempre abordados. É uma publicação semanal cujo rigor informativo pretende ser isento e o jornalismo de investigação é efetuado, sem cair no sensacionalismo e na procura de escândalo.
Desde setembro de 2016, Mafalda Anjos (Lisboa, 20 de Outubro de 1975), jornalista portuguesa é diretora da revista Visão .
A VISÃO tem como colunistas Ricardo Araújo Pereira, Dulce Maria Cardoso e José Eduardo Agualusa, entre outros nomes de referência do pensamento português.
Esta presente no mercado em formato de revista semanal, com edição em papel e digital, Facebook, Instagram e através do site visao.sapo.pt/